# Петров Володимир Сергійович
Володимир Сергійович Петро́в (нар. 17 жовтня 1946, Київ) — радянський, український і російський актор, режисер.

## Біографія
Народився 17 жовтня 1946 року в Києві. Закінчив Київський державний інститут театрального мистецтва — в 1972 році акторський факультет (майстерня Л. Олійника), в 1979 році — режисерський факультет (майстерня В. Судьїна).
- У 1972—1979 роках — актор Харківського драматичного театру імені Т. Г. Шевченка.
- У 1979—1986 роках — режисер Харківського ТЮГу, Ризького театру російської драми;
- У 1986—1989 роках — головний режисер Севастопольського російського драматичного театру.
- У 1989—1993 роках — головний режисер Київського російського театру імені Лесі Українки.
- З 1993 року — головний режисер Омського академічного театру драми.
- З 2005 по 2011 рік — професор школи-студії Московського художнього театру[1].
- З січня 2011 року — художній керівник Воронезького драматичного театру імені О. В. Кольцова.

## Творчість

### Ролі
Ролі в театрі
- Скворцов («Шельменко-денщик» Квітки-Основ'яненка);
- Голохвостий («За двома зайцями» Старицького);
- Каренін («Живий труп» Л. Толстого);
- Князь Серпуховський («Історія Коня» Л. Толстого);
- Глумов («На всякого мудреця досить простоти» О. Островського);
- Меккі Ніж («Тригрошова опера» Б. Брехта);
- Вершинін («Три сестри» А. Чехова);
- Тригорін («Чайка» А. Чехова).

Ролі в кіно
- 1970 — «Блакитне і зелене» (короткометражний), Віктор;
- 1971 — «Потяг у далекий серпень», епізод;
- 1972 — «Випадкова адреса», Аскольд Шагайда;
- 1972 — «Софія Грушко», Василь;
- 1985 — «Остання індульгенція», Сергій Вершинін;
- 1988 — «Театр» (фільм-спектакль), режисер Ллойд Даллас;
- 1992 — «Дорога нікуди», батько Роен і Еллі.

### Постановки
Поставив понад 100 вистав у Росії, Китаї, Японії, країнах Балтії, Україні, серед яких:
Харківський український драматичний театр
- «Сватання на Гочарівці» Г. Квітки-Основ'яненка;
- «Млин щастя» В. Мережка.

Ризький російський театр імені Михайла Чехова
- «Спогад» О. Арбузова;
- «Женя, Женечка і Катюша» Б. Окуджави;
- «Все добре, що добре кінчається» У. Шекспіра;
- «Нічні забави» В. Мережка;
- «Дивіться хто прийшов» В. Арро;
- «Наталі» І. Буніна.

Севастопольський російський драматичний театр
- «Проводимо експеримент» О. Гельмана;
- «Арена» І. Фрідберга;
- «Собаче серце» М. Булгакова;
- «Театр» М. Фрейна;
- «Панночка» Н. Садур.

Київський російський театр імені Лесі Українки
- 1989 — «Перламутрова Зінаїда» М. Рощина;
- 1990 — «Сава» Л. Андрєєва;
- 1991 — «Кандід» Вольтера — Бернстайна;
- 1991 — «Метеор» Ф. Дюрренматта.

Омський театр драми
- 1994 — «Людина, тварина і чеснота» Л. Піранделло;
- 1994 — «Натуральне господарство в Шамбалі» О. Шипенко;
- 1995 — «Каплиця» І. О. Буніна — А. де Мюссе;
- 1996 — «Жінка в пісках» К. Аюе;
- 1997 — «Живий труп» Л. Толстого;
- 1998 — «Академія сміху» К. Мітані;
- 1998 — «Церемонії зорі» К. Фуентеса;
- 1999 — «Подія, яку ніхто не помітив» О. Володіна;
- 2000 — «Лоренцаччо» А. Мюссе.

Московський художній театр
- 2006 — «Живи і пам'ятай» Валентина Распутіна;
- 2007 — «Дванадцять картин з життя художника» Юрія Купера;
- 2010 — «Моя дорога Матильда» І. Горовиця.

Воронезький драматичний театр
- 2010 — «Арешт» Ж. Ануя;
- 2011 — «Ріка Потудань» А. Платонова;
- 2012 — «Приручення норовливої» А. Застирця за В. Шекспіром;
- 2012 — «Міст короля Людовика Святого» Т. Уайлдера;
- 2012 — «Чайка» А. Чехова.

Інші театри
- 1994 — «Чорт» Ф. Мольнара (Александринський театр);
- 1998 — «На дні» М. Горького («Токіо гейцзюсудза», Японія);
- 2005 — «Болеро» Павла Когоута (Московський театр-студія під керівництвом Олега Табакова);
- 2007 — «Night and Day» Біляни Срблянович (Санкт-Петербурзький академічний театр імені Ленсовєта);
- 2007 — «Євгеній Онєгін» О. Пушкіна (Владимирський драматичний театр);
- 2009 — «Отелло» Джузеппе Верді (Пермський театр опери і балету);
- 2014 — «Євгеній Онєгін» Чайковського (Самарський театр опери та балету)[2].

## Відзнаки
- Лауреат всеросійської театральної премії «Золота маска» 1997 року (кращий режисер, спектакль «Жінка в пісках» за романом Кобо Абе);
- У 1999 році отримав вищу нагороду фестивалю «Балтійський дім» за виставу «Академія сміху» Кокі Мітані;
- Заслужений діяч мистецтв Росії з 1999 року[3];
- Лауреат премії міжнародного фестивалю «Золотий витязь» в номінації «Театр малих форм» (2008);
- Лауреат обласних театральних премій:
  - «Підсумки сезону 2010—2011»;
  - «Підсумки сезону 2014—2015»;
  - «Браво 2015—2016»;
  - «Браво 2016—2017»;
- У 2016 році нагороджений Золотою медаллю Станіславського за заслуги в галузі театрального мистецтва. Нагороду вручив Олег Павлович Табаков;
- Лауреат премії «Лідер року» в номінації «Культура» (2017);
- Лауреат премії Центрального федерального округа в номінації «Театральне мистецтво» за створення вистави «Вишневий сад» (2019)[1].